# Восточная Нива
Восто́чная Ни́ва — село в Ромненском районе Амурской области России. Входит в состав Амаранского сельсовета.

## География
Село Восточная Нива стоит на левом берегу реки Амаранка (бассейн реки Томь).
Село Восточная Нива расположено к востоку от села Ромны. Автомобильная дорога идёт через Братолюбовку, Новониколаевку и Амаранку, расстояние до районного центра Ромненского района — 38 км.
Расстояние до административного центра Амаранского сельсовета села Амаранка — 8 км (на север).

## Население
| 2002 | 2010 | 2012 | 2013 | 2014 | 2015 | 2016 |
| ---- | ---- | ---- | ---- | ---- | ---- | ---- |
| 8    | ↘6   | ↘5   | ↘4   | ↗5   | →5   | →5   |
| 2017 | 2018 |      |      |      |      |      |
| ↗7   | ↘6   |      |      |      |      |      |

## Улицы
В селе имеются две улицы: Северная и Южная.